# Бин из Банффа
Бин (XI век) — святой Банффский. День памяти — 26 октября, 16 декабря.
Святой Бин (Bean of Banff) был епископом в Мортлахе (Mortlach), Банфф, Шотландия и Абердине. Умер, по некоторым сведениям, в 1012 году. Хроникёр XIV века Иоанн Фордунский сообщает, что святой был поставлен во епископа Папой Бенедиктом VIII по просьбе Малкольма Канмора, основавшего, по преданию, епископальный монастырь в Мортлахе. Если это так, то это событие произошло между 1012 и 1024 годами. В общем случае считается, что епископская кафедра в Мортлахе была основана в 1063 году. Считается, что святой подвизался в Бальвении, что около Мортлаха (Bal-beni-mor, «жилище Бина Великого»).